# Afanasievca, Stînga Nistrului
Afanasievca este un sat din cadrul comunei Crasnîi Vinogradari din Unitățile Administrativ-Teritoriale din Stînga Nistrului, Republica Moldova. În 2004 la Afanasievca locuiau 154 de persoane, din care 134 moldoveni, 11 ruși și 9 ucraineni.